# مینووا
مینووا (انگلیسی: Mainova) شرکت برق آلمانی است،که در سال ۱۹۹۸ تأسیس شد.